# 戈雷尼斯卡地區采爾克列
戈雷尼斯卡地區采爾克列（發音：[tsɛɾˈklɛ na ɡɔˈɾeːnskɛm]），是斯洛維尼亞西北部戈雷尼斯卡地区采尔克列市镇内的村莊及其行政中心。2020年人口数量为1,710人。

## 地理
戈雷尼斯卡地區采爾克列位於克瓦韋茨山山腳下。它被森林、田野和其他農業區所環繞。

## 旅遊
戈雷尼斯卡地區采爾克列是遠足、騎自行車以及附近其他活動（如在克瓦韋茨山滑雪、登山和玩滑翔傘）的熱門起點。

## 外部連結
- 维基共享资源上的相關多媒體資源：戈雷尼斯卡地區采爾克列
- Cerklje na Gorenjskem at Geopedia （页面存档备份，存于）